# Montursi
 (mai 2018).
Montursi est un hameau (ou frazione) de la commune de Gioia del Colle dans la ville métropolitaine de Bari dans la région des Pouilles en Italie. Sa population s'élevait à 700 habitants en 2008.